# 超连续光谱
超连续光谱是一种具有极宽带宽的光源，一般利用高峰值功率的超短脉冲通过非线性材料来产生，例如利用飞秒激光脉冲通过光子晶体光纤可以获得覆盖整个可见光波段的连续光谱。
在光学中，当一系列非线性效应作用在泵浦光上，使原始泵浦光在光谱上极大地展宽，例如利用微结构光纤，就得到了超连续谱。其结果是一个平滑的连续谱线，见图1.对于超连续谱的展宽量并没有明确的解释；甚至有研究声称展宽60nm仍称其为超连续谱。对于用于定义光源带宽的光谱平坦性也没有定论，论文作者们使用了5dB到40dB之间或以上的任意值。另外，随着很多作者在七十、八十、九十年代使用选择性的短语描述他们的连续性，超连续谱其本身才在这个世纪得到广泛承认。
在最近十年里，超连续谱光源发展成了一个活跃的和令人关注的研究领域。这很大程度上来源于新技术的发展，其使得超连续谱发生更易控制和达到。这项复兴的研究已经产生了多种新光源，并用于多个领域，包括光学相干断层扫描，频谱检测，荧光寿命成像，光通信，气体探测等等。这些光源的应用创造了一个反馈循环，凭借此使用超连续谱的科学家们要求更好的定制连续谱来满足他们特别的应用。这推动了研究者们发展新奇的方法来产生这些连续谱，并发展理论来理解其形成和帮助未来发展。其结果从2000年开始发展这类光源取得了迅速的进展。